# Listen to Your Heart (lied)
Listen to Your Heart is een nummer van de Zweedse groep Roxette. Het is de vierde single van hun tweede studioalbum Look Sharp! uit 1988 en de opvolger van Dressed for Success. Op 27 september dat jaar werd het nummer oorspronkelijk alleen in Zweden op single uitgebracht. Op 11 november 1989 volgde de rest van Europa, Australië, Nieuw-Zeeland, de VS en Canada.

## Achtergrond
De plaat werd in een aantal landen een hit. In thuisland Zweden werd de 3e positie bereikt, in de VS en Canada zelfs de nummer 1-positie, Oostenrijk de 2e, Ierland de 5e, in het Verenigd Koninkrijk de 6e positie in de UK Singles Chart, in Duitsland de 7e, Zwitserland de 8e, Australië de 10e, Nieuw-Zeeland de 11e, Finland de 12e en in de Eurochart Hot 100 de 15e.
In Nederland was de plaat op vrijdag 3 november 1989 Veronica Alarmschijf op Radio 3 en werd een grote hit in de destijds twee landelijke hitlijsten op de nationale publieke popzender. De plaat bereikte de 3e positie in de Nederlandse Top 40 en de 5e positie in de Nationale Top 100.
In België bereikte de plaat de 3e positie in zowel de voorloper van de Vlaamse Ultratop 50 als de Vlaamse Radio 2 Top 30. In Wallonië werd géén notering behaald.
Roxette brak in 1989 internationaal door met hun album Look Sharp!, het tweede album na Pearls of Passion. De tweede single van het album, The Look, schoot door naar de 1e plek in de Amerikaanse Billboard Hot 100 en nummer 7 in de UK Singles Chart. De opvolger Dressed for Success, deed het wat minder, maar met Listen to Your Heart hadden ze weer een top 10-hit te pakken.
De plaat is een echte ballade, met een wat ander geluid dan de voorgaande singles, er werden vergelijkingen getrokken met de power ballads van Heart.
In de VS gebeurde op 4 november 1989 iets bijzonders, Listen to Your Heart stond toen exact 1 week op nummer 1 in de Billboard Hot 100, zonder in de VS commercieel uitgebracht te zijn op een vinylsingle of cd-single, wat voor velen werd gezien als een ommekeer in de vinylsingleverkoop, sommigen beweerden zelfs het einde van de vinylsingle op zich.
In de sinds december 1999 jaarlijks uitgezonden NPO Radio 2 Top 2000 van de Nederlandse publieke radiozender NPO Radio 2, staat de plaat sinds 2005 in de lijst genoteerd met als hoogste notering een 801e positie in 2006.

## Hitnoteringen

### Nederlandse Top 40
| Hitnotering: 11-11-1989 t/m 03-02-1990 | Hitnotering: 11-11-1989 t/m 03-02-1990 | Hitnotering: 11-11-1989 t/m 03-02-1990 | Hitnotering: 11-11-1989 t/m 03-02-1990 | Hitnotering: 11-11-1989 t/m 03-02-1990 | Hitnotering: 11-11-1989 t/m 03-02-1990 | Hitnotering: 11-11-1989 t/m 03-02-1990 | Hitnotering: 11-11-1989 t/m 03-02-1990 | Hitnotering: 11-11-1989 t/m 03-02-1990 | Hitnotering: 11-11-1989 t/m 03-02-1990 | Hitnotering: 11-11-1989 t/m 03-02-1990 | Hitnotering: 11-11-1989 t/m 03-02-1990 | Hitnotering: 11-11-1989 t/m 03-02-1990 | Hitnotering: 11-11-1989 t/m 03-02-1990 |
| Week:                                  | 1                                      | 2                                      | 3                                      | 4                                      | 5                                      | 6                                      | 7                                      | 8                                      | 9                                      | 10                                     | 11                                     | 12                                     |                                        |
| -------------------------------------- | -------------------------------------- | -------------------------------------- | -------------------------------------- | -------------------------------------- | -------------------------------------- | -------------------------------------- | -------------------------------------- | -------------------------------------- | -------------------------------------- | -------------------------------------- | -------------------------------------- | -------------------------------------- | -------------------------------------- |
| Positie:                               | 32                                     | 22                                     | 12                                     | 6                                      | 3                                      | 4                                      | 5                                      | 9                                      | 12                                     | 18                                     | 31                                     | 39                                     | uit                                    |

### Nationale Top 100
| Hitnotering: 11-11-1989 t/m 24-02-1990 | Hitnotering: 11-11-1989 t/m 24-02-1990 | Hitnotering: 11-11-1989 t/m 24-02-1990 | Hitnotering: 11-11-1989 t/m 24-02-1990 | Hitnotering: 11-11-1989 t/m 24-02-1990 | Hitnotering: 11-11-1989 t/m 24-02-1990 | Hitnotering: 11-11-1989 t/m 24-02-1990 | Hitnotering: 11-11-1989 t/m 24-02-1990 | Hitnotering: 11-11-1989 t/m 24-02-1990 | Hitnotering: 11-11-1989 t/m 24-02-1990 | Hitnotering: 11-11-1989 t/m 24-02-1990 | Hitnotering: 11-11-1989 t/m 24-02-1990 | Hitnotering: 11-11-1989 t/m 24-02-1990 | Hitnotering: 11-11-1989 t/m 24-02-1990 | Hitnotering: 11-11-1989 t/m 24-02-1990 | Hitnotering: 11-11-1989 t/m 24-02-1990 | Hitnotering: 11-11-1989 t/m 24-02-1990 |
| Week:                                  | 1                                      | 2                                      | 3                                      | 4                                      | 5                                      | 6                                      | 7                                      | 8                                      | 9                                      | 10                                     | 11                                     | 12                                     | 13                                     | 14                                     | 15                                     |                                        |
| -------------------------------------- | -------------------------------------- | -------------------------------------- | -------------------------------------- | -------------------------------------- | -------------------------------------- | -------------------------------------- | -------------------------------------- | -------------------------------------- | -------------------------------------- | -------------------------------------- | -------------------------------------- | -------------------------------------- | -------------------------------------- | -------------------------------------- | -------------------------------------- | -------------------------------------- |
| Positie:                               | 42                                     | 28                                     | 17                                     | 9                                      | 8                                      | 6                                      | 6                                      | 5                                      | 5                                      | 9                                      | 15                                     | 24                                     | 42                                     | 70                                     | 92                                     | uit                                    |

### Vlaamse Radio 2 Top 30
| Hitnotering: (Week 1) 18-11-1989 Hitnotering: (Week 2 t/m 12) 02-12-1989 t/m 10-02-1990 | Hitnotering: (Week 1) 18-11-1989 Hitnotering: (Week 2 t/m 12) 02-12-1989 t/m 10-02-1990 | Hitnotering: (Week 1) 18-11-1989 Hitnotering: (Week 2 t/m 12) 02-12-1989 t/m 10-02-1990 | Hitnotering: (Week 1) 18-11-1989 Hitnotering: (Week 2 t/m 12) 02-12-1989 t/m 10-02-1990 | Hitnotering: (Week 1) 18-11-1989 Hitnotering: (Week 2 t/m 12) 02-12-1989 t/m 10-02-1990 | Hitnotering: (Week 1) 18-11-1989 Hitnotering: (Week 2 t/m 12) 02-12-1989 t/m 10-02-1990 | Hitnotering: (Week 1) 18-11-1989 Hitnotering: (Week 2 t/m 12) 02-12-1989 t/m 10-02-1990 | Hitnotering: (Week 1) 18-11-1989 Hitnotering: (Week 2 t/m 12) 02-12-1989 t/m 10-02-1990 | Hitnotering: (Week 1) 18-11-1989 Hitnotering: (Week 2 t/m 12) 02-12-1989 t/m 10-02-1990 | Hitnotering: (Week 1) 18-11-1989 Hitnotering: (Week 2 t/m 12) 02-12-1989 t/m 10-02-1990 | Hitnotering: (Week 1) 18-11-1989 Hitnotering: (Week 2 t/m 12) 02-12-1989 t/m 10-02-1990 | Hitnotering: (Week 1) 18-11-1989 Hitnotering: (Week 2 t/m 12) 02-12-1989 t/m 10-02-1990 | Hitnotering: (Week 1) 18-11-1989 Hitnotering: (Week 2 t/m 12) 02-12-1989 t/m 10-02-1990 | Hitnotering: (Week 1) 18-11-1989 Hitnotering: (Week 2 t/m 12) 02-12-1989 t/m 10-02-1990 | Hitnotering: (Week 1) 18-11-1989 Hitnotering: (Week 2 t/m 12) 02-12-1989 t/m 10-02-1990 |
| Week:                                                                                   | 1                                                                                       |                                                                                         | 2                                                                                       | 3                                                                                       | 4                                                                                       | 5                                                                                       | 6                                                                                       | 7                                                                                       | 8                                                                                       | 9                                                                                       | 10                                                                                      | 11                                                                                      | 12                                                                                      |                                                                                         |
| --------------------------------------------------------------------------------------- | --------------------------------------------------------------------------------------- | --------------------------------------------------------------------------------------- | --------------------------------------------------------------------------------------- | --------------------------------------------------------------------------------------- | --------------------------------------------------------------------------------------- | --------------------------------------------------------------------------------------- | --------------------------------------------------------------------------------------- | --------------------------------------------------------------------------------------- | --------------------------------------------------------------------------------------- | --------------------------------------------------------------------------------------- | --------------------------------------------------------------------------------------- | --------------------------------------------------------------------------------------- | --------------------------------------------------------------------------------------- | --------------------------------------------------------------------------------------- |
| Positie:                                                                                | 27                                                                                      | uit                                                                                     | 14                                                                                      | 15                                                                                      | 12                                                                                      | 12                                                                                      | 5                                                                                       | 5                                                                                       | 3                                                                                       | 3                                                                                       | 5                                                                                       | 11                                                                                      | 15                                                                                      | uit                                                                                     |

### NPO Radio 2 Top 2000
| Nummer met noteringen in de NPO Radio 2 Top 2000 | '05  | '06 | '07  | '08  | '09  | '10  | '11  | '12  | '13  | '14  | '15  | '16  | '17  | '18  | '19  | '20 | '21 | '22 | '23  | '24  |
| ------------------------------------------------ | ---- | --- | ---- | ---- | ---- | ---- | ---- | ---- | ---- | ---- | ---- | ---- | ---- | ---- | ---- | --- | --- | --- | ---- | ---- |
| Listen to Your Heart                             | 1003 | 801 | 1022 | 1352 | 1068 | 1272 | 1153 | 1323 | 1097 | 1168 | 1196 | 1117 | 1234 | 1168 | 1144 | 891 | 882 | 968 | 1047 | 1258 |

1. ↑  Een vetgedrukt getal geeft de hoogste notering aan.
2. ↑  2005 was het eerste jaar met een notering voor dit nummer.

## DHT & Edmée
In 2005 bracht de Vlaamse dance-act DHT & Edmée Listen to Your Heart uit op single. In Amerika behaalden ze de top 10 van de charts. Een akoestische versie van het nummer werd uitgebracht ten behoeve van de slachtoffers van de orkaan Katrina.

### Hitnoteringen

#### Nederlandse Top 40
| Hitnotering: 01-10-2005 t/m 21-01-2006 | Hitnotering: 01-10-2005 t/m 21-01-2006 | Hitnotering: 01-10-2005 t/m 21-01-2006 | Hitnotering: 01-10-2005 t/m 21-01-2006 | Hitnotering: 01-10-2005 t/m 21-01-2006 | Hitnotering: 01-10-2005 t/m 21-01-2006 | Hitnotering: 01-10-2005 t/m 21-01-2006 | Hitnotering: 01-10-2005 t/m 21-01-2006 | Hitnotering: 01-10-2005 t/m 21-01-2006 | Hitnotering: 01-10-2005 t/m 21-01-2006 | Hitnotering: 01-10-2005 t/m 21-01-2006 | Hitnotering: 01-10-2005 t/m 21-01-2006 | Hitnotering: 01-10-2005 t/m 21-01-2006 | Hitnotering: 01-10-2005 t/m 21-01-2006 | Hitnotering: 01-10-2005 t/m 21-01-2006 | Hitnotering: 01-10-2005 t/m 21-01-2006 | Hitnotering: 01-10-2005 t/m 21-01-2006 | Hitnotering: 01-10-2005 t/m 21-01-2006 | Hitnotering: 01-10-2005 t/m 21-01-2006 |
| Week:                                  | 1                                      | 2                                      | 3                                      | 4                                      | 5                                      | 6                                      | 7                                      | 8                                      | 9                                      | 10                                     | 11                                     | 12                                     | 13                                     | 14                                     | 15                                     | 16                                     | 17                                     |                                        |
| -------------------------------------- | -------------------------------------- | -------------------------------------- | -------------------------------------- | -------------------------------------- | -------------------------------------- | -------------------------------------- | -------------------------------------- | -------------------------------------- | -------------------------------------- | -------------------------------------- | -------------------------------------- | -------------------------------------- | -------------------------------------- | -------------------------------------- | -------------------------------------- | -------------------------------------- | -------------------------------------- | -------------------------------------- |
| Positie:                               | 22                                     | 15                                     | 12                                     | 16                                     | 16                                     | 12                                     | 10                                     | 10                                     | 15                                     | 18                                     | 19                                     | 23                                     | 24                                     | 25                                     | 29                                     | 32                                     | 32                                     | uit                                    |

#### Mega Top 50
| Hitnotering: 17-09-2005 t/m 11-02-2006 | Hitnotering: 17-09-2005 t/m 11-02-2006 | Hitnotering: 17-09-2005 t/m 11-02-2006 | Hitnotering: 17-09-2005 t/m 11-02-2006 | Hitnotering: 17-09-2005 t/m 11-02-2006 | Hitnotering: 17-09-2005 t/m 11-02-2006 | Hitnotering: 17-09-2005 t/m 11-02-2006 | Hitnotering: 17-09-2005 t/m 11-02-2006 | Hitnotering: 17-09-2005 t/m 11-02-2006 | Hitnotering: 17-09-2005 t/m 11-02-2006 | Hitnotering: 17-09-2005 t/m 11-02-2006 | Hitnotering: 17-09-2005 t/m 11-02-2006 | Hitnotering: 17-09-2005 t/m 11-02-2006 | Hitnotering: 17-09-2005 t/m 11-02-2006 | Hitnotering: 17-09-2005 t/m 11-02-2006 | Hitnotering: 17-09-2005 t/m 11-02-2006 | Hitnotering: 17-09-2005 t/m 11-02-2006 | Hitnotering: 17-09-2005 t/m 11-02-2006 | Hitnotering: 17-09-2005 t/m 11-02-2006 | Hitnotering: 17-09-2005 t/m 11-02-2006 | Hitnotering: 17-09-2005 t/m 11-02-2006 | Hitnotering: 17-09-2005 t/m 11-02-2006 | Hitnotering: 17-09-2005 t/m 11-02-2006 | Hitnotering: 17-09-2005 t/m 11-02-2006 |
| Week:                                  | 1                                      | 2                                      | 3                                      | 4                                      | 5                                      | 6                                      | 7                                      | 8                                      | 9                                      | 10                                     | 11                                     | 12                                     | 13                                     | 14                                     | 15                                     | 16                                     | 17                                     | 18                                     | 19                                     | 20                                     | 21                                     | 22                                     |                                        |
| -------------------------------------- | -------------------------------------- | -------------------------------------- | -------------------------------------- | -------------------------------------- | -------------------------------------- | -------------------------------------- | -------------------------------------- | -------------------------------------- | -------------------------------------- | -------------------------------------- | -------------------------------------- | -------------------------------------- | -------------------------------------- | -------------------------------------- | -------------------------------------- | -------------------------------------- | -------------------------------------- | -------------------------------------- | -------------------------------------- | -------------------------------------- | -------------------------------------- | -------------------------------------- | -------------------------------------- |
| Positie:                               | 93                                     | 18                                     | 14                                     | 10                                     | 10                                     | 10                                     | 13                                     | 10                                     | 12                                     | 14                                     | 18                                     | 20                                     | 27                                     | 34                                     | 35                                     | 34                                     | 33                                     | 47                                     | 49                                     | 58                                     | 71                                     | 82                                     | uit                                    |

#### Vlaamse Ultratop 50
| Hitnotering: (Week 1 t/m 16) 13-12-2003 t/m 27-03-2004 Hitnotering: (Week 17 t/m 23) 22-10-2005 t/m 03-12-2005 | Hitnotering: (Week 1 t/m 16) 13-12-2003 t/m 27-03-2004 Hitnotering: (Week 17 t/m 23) 22-10-2005 t/m 03-12-2005 | Hitnotering: (Week 1 t/m 16) 13-12-2003 t/m 27-03-2004 Hitnotering: (Week 17 t/m 23) 22-10-2005 t/m 03-12-2005 | Hitnotering: (Week 1 t/m 16) 13-12-2003 t/m 27-03-2004 Hitnotering: (Week 17 t/m 23) 22-10-2005 t/m 03-12-2005 | Hitnotering: (Week 1 t/m 16) 13-12-2003 t/m 27-03-2004 Hitnotering: (Week 17 t/m 23) 22-10-2005 t/m 03-12-2005 | Hitnotering: (Week 1 t/m 16) 13-12-2003 t/m 27-03-2004 Hitnotering: (Week 17 t/m 23) 22-10-2005 t/m 03-12-2005 | Hitnotering: (Week 1 t/m 16) 13-12-2003 t/m 27-03-2004 Hitnotering: (Week 17 t/m 23) 22-10-2005 t/m 03-12-2005 | Hitnotering: (Week 1 t/m 16) 13-12-2003 t/m 27-03-2004 Hitnotering: (Week 17 t/m 23) 22-10-2005 t/m 03-12-2005 | Hitnotering: (Week 1 t/m 16) 13-12-2003 t/m 27-03-2004 Hitnotering: (Week 17 t/m 23) 22-10-2005 t/m 03-12-2005 | Hitnotering: (Week 1 t/m 16) 13-12-2003 t/m 27-03-2004 Hitnotering: (Week 17 t/m 23) 22-10-2005 t/m 03-12-2005 | Hitnotering: (Week 1 t/m 16) 13-12-2003 t/m 27-03-2004 Hitnotering: (Week 17 t/m 23) 22-10-2005 t/m 03-12-2005 | Hitnotering: (Week 1 t/m 16) 13-12-2003 t/m 27-03-2004 Hitnotering: (Week 17 t/m 23) 22-10-2005 t/m 03-12-2005 | Hitnotering: (Week 1 t/m 16) 13-12-2003 t/m 27-03-2004 Hitnotering: (Week 17 t/m 23) 22-10-2005 t/m 03-12-2005 | Hitnotering: (Week 1 t/m 16) 13-12-2003 t/m 27-03-2004 Hitnotering: (Week 17 t/m 23) 22-10-2005 t/m 03-12-2005 |
| Week: | 1 | 2 | 3 | 4 | 5 | 6 | 7 | 8 | 9 | 10 | 11 | 12 | 13 |
| --- | --- | --- | --- | --- | --- | --- | --- | --- | --- | --- | --- | --- | --- |
| Positie: | 45 | 28 | 30 | 34 | 30 | 20 | 15 | 17 | 17 | 22 | 29 | 36 | 45 |
| Week: | 14 | 15 | 16 | | 17 | 18 | 19 | 20 | 21 | 22 | 23 | | |
| Positie: | 47 | 44 | 50 | uit | 45 | 33 | 29 | 25 | 24 | 29 | 37 | uit | |

#### Vlaamse Radio 2 Top 30
| Hitnotering: (Week 1 t/m 12) 20-12-2003 t/m 06-03-2004 Hitnotering: (Week 13 t/m 20) 22-10-2005 t/m 10-12-2006 | Hitnotering: (Week 1 t/m 12) 20-12-2003 t/m 06-03-2004 Hitnotering: (Week 13 t/m 20) 22-10-2005 t/m 10-12-2006 | Hitnotering: (Week 1 t/m 12) 20-12-2003 t/m 06-03-2004 Hitnotering: (Week 13 t/m 20) 22-10-2005 t/m 10-12-2006 | Hitnotering: (Week 1 t/m 12) 20-12-2003 t/m 06-03-2004 Hitnotering: (Week 13 t/m 20) 22-10-2005 t/m 10-12-2006 | Hitnotering: (Week 1 t/m 12) 20-12-2003 t/m 06-03-2004 Hitnotering: (Week 13 t/m 20) 22-10-2005 t/m 10-12-2006 | Hitnotering: (Week 1 t/m 12) 20-12-2003 t/m 06-03-2004 Hitnotering: (Week 13 t/m 20) 22-10-2005 t/m 10-12-2006 | Hitnotering: (Week 1 t/m 12) 20-12-2003 t/m 06-03-2004 Hitnotering: (Week 13 t/m 20) 22-10-2005 t/m 10-12-2006 | Hitnotering: (Week 1 t/m 12) 20-12-2003 t/m 06-03-2004 Hitnotering: (Week 13 t/m 20) 22-10-2005 t/m 10-12-2006 | Hitnotering: (Week 1 t/m 12) 20-12-2003 t/m 06-03-2004 Hitnotering: (Week 13 t/m 20) 22-10-2005 t/m 10-12-2006 | Hitnotering: (Week 1 t/m 12) 20-12-2003 t/m 06-03-2004 Hitnotering: (Week 13 t/m 20) 22-10-2005 t/m 10-12-2006 | Hitnotering: (Week 1 t/m 12) 20-12-2003 t/m 06-03-2004 Hitnotering: (Week 13 t/m 20) 22-10-2005 t/m 10-12-2006 | Hitnotering: (Week 1 t/m 12) 20-12-2003 t/m 06-03-2004 Hitnotering: (Week 13 t/m 20) 22-10-2005 t/m 10-12-2006 |
| Week: | 1 | 2 | 3 | 4 | 5 | 6 | 7 | 8 | 9 | 10 | 11 |
| --- | --- | --- | --- | --- | --- | --- | --- | --- | --- | --- | --- |
| Positie: | 22 | 23 | 27 | 22 | 17 | 11 | 13 | 13 | 15 | 18 | 25 |
| Week: | 12 | | 13 | 14 | 15 | 16 | 17 | 18 | 19 | 20 | |
| Positie: | 29 | uit | 26 | 22 | 18 | 16 | 15 | 21 | 23 | 30 | uit |

## Iris Kroes
In de vierde liveshow van tweede seizoen van The voice of Holland zong Iris Kroes op 6 januari 2012 het nummer Listen to Your Heart. Na de uitzending was het nummer meteen verkrijgbaar als muziekdownload. Nadat Kroes de talentenshow won kwam het nummer een week later op nummer 83 binnen in de Nederlandse Single Top 100.

### Hitnotering

#### NederlandseSingle Top 100
| Hitnotering: 28-01-2012 | Hitnotering: 28-01-2012 | Hitnotering: 28-01-2012 |
| Week:                   | 1                       |                         |
| ----------------------- | ----------------------- | ----------------------- |
| Positie:                | 83                      | uit                     |